# NHL Entry Draft 2010
L'NHL Entry Draft 2010 è stato il 48º draft della National Hockey League. Si è tenuto fra il 25 ed il 26 giugno 2010 presso lo Staples Center di Los Angeles, ed è stato il primo draft organizzato nella metropoli californiana. Al primo giro furono sorteggiati ben 11 giocatori statunitensi, record assoluto. Il primato precedente, stabilito nel 2006 e nel 2007, era di dieci giocatori statunitensi. Le formazioni della National Hockey League devono selezionare i migliori giocatori di hockey su ghiaccio provenienti dai campionati giovanili, universitari, o dai campionati europei. Gli Edmonton Oilers, dopo aver concluso all'ultimo posto la stagione 2009-10, conservarono l'opzione per la prima scelta assoluta dopo la NHL Draft lottery.
Gli Edmonton Oilers, approfittando della prima posizione, selezionarono l'ala sinistra canadese Taylor Hall dai Windsor Spitfires, formazione della Ontario Hockey League (OHL). I Boston Bruins invece come seconda scelta puntarono sul centro Tyler Seguin, proveniente dai Plymouth Whalers della OHL, mentre i Florida Panthers scelsero in terza posizione il difensore Erik Gudbranson dei Kingston Frontenacs, formazione della OHL. Fra i 210 giocatori selezionati, 121 erano attaccanti, 68 erano difensori e 21 erano portieri.

## Migliori prospetti
Dati elaborati dal NHL Central Scouting Bureau.
| Posizione | Giocatori nordamericani | Giocatori europei       |
| --------- | ----------------------- | ----------------------- |
| 1         | Tyler Seguin (C)        | Mikael Granlund (C)     |
| 2         | Taylor Hall (AS)        | Vladimir Tarasenko (AD) |
| 3         | Brett Connolly (AD)     | Evgenij Kuznecov (C)    |
| 4         | Erik Gudbranson (D)     | Calle Järnkrok (C)      |
| 5         | Cam Fowler (D)          | Ludvig Rensfeldt (AS)   |
| 6         | Brandon Gormley (D)     | Maksim Kicyn (AS)       |
| 7         | Mark Pysyk (D)          | Oscar Lindberg (C)      |
| 8         | Emerson Etem (AD)       | Tom Kuhnhackl (AD)      |
| 9         | Derek Forbort (D)       | Adam Pettersson (C)     |
| 10        | Ryan Johansen (C)       | Martin Marinčin (D)     |

| Posizione | Portieri nordamericani | Portieri europei           |
| --------- | ---------------------- | -------------------------- |
| 1         | Calvin Pickard         | Sami Aittokallio           |
| 2         | Jack Campbell          | Fredrik Pettersson-Wentzel |
| 3         | Kent Simpson           | Benjamin Conz              |

## Turni
|  | = NHL All-Star |  |  | = NHL All-Star e NHL All-Star Team |

Legenda delle posizioni

A = Attaccante   AD = Ala destra   AS = Ala sinistra   C = Centro   D = Difensore   P = Portiere

### Primo giro
| #  | Giocatore                | Nazionalità | Squadra NHL                                    | Squadra di provenienza                 |
| -- | ------------------------ | ----------- | ---------------------------------------------- | -------------------------------------- |
| 1  | Taylor Hall (AS)         | Canada      | Edmonton Oilers                                | Windsor Spitfires (OHL)                |
| 2  | Tyler Seguin (C)         | Canada      | Boston Bruins (da Toronto)                     | Plymouth Whalers (OHL)                 |
| 3  | Erik Gudbranson (D)      | Canada      | Florida Panthers                               | Kingston Frontenacs (OHL)              |
| 4  | Ryan Johansen (C)        | Canada      | Columbus Blue Jackets                          | Portland Winterhawks (WHL)             |
| 5  | Nino Niederreiter (AS)   | Svizzera    | New York Islanders                             | Portland Winterhawks (WHL)             |
| 6  | Brett Connolly (AD)      | Canada      | Tampa Bay Lightning                            | Prince George Cougars (WHL)            |
| 7  | Jeff Skinner (C)         | Canada      | Carolina Hurricanes                            | Kitchener Rangers (OHL)                |
| 8  | Aleksandr Burmistrov (C) | Russia      | Atlanta Thrashers                              | Barrie Colts (OHL)                     |
| 9  | Mikael Granlund (C)      | Finlandia   | Minnesota Wild                                 | HIFK (SM-Liiga)                        |
| 10 | Dylan McIlrat (D)        | Canada      | New York Rangers                               | Moose Jaw Warriors (WHL)               |
| 11 | Jack Campbell (G)        | Stati Uniti | Dallas Stars                                   | USA Hockey NTDP (USHL)                 |
| 12 | Cam Fowler (D)           | Stati Uniti | Anaheim Ducks                                  | Windsor Spitfires (OHL)                |
| 13 | Brandon Gormley (D)      | Canada      | Phoenix Coyotes (da Calgary)                   | Moncton Wildcats (QMJHL)               |
| 14 | Jaden Schwarts (C)       | Canada      | St. Louis Blues                                | Tri-City Storm (USHL)                  |
| 15 | Derek Forbort (D)        | Stati Uniti | Los Angeles Kings (da Boston via Florida)      | USA Hockey NTDP (USHL)                 |
| 16 | Vladimir Tarasenko (C)   | Russia      | St. Louis Blues (da Ottawa)                    | Sibir’ Novosibirsk (KHL)               |
| 17 | Joey Hishon (C)          | Canada      | Colorado Avalanche                             | Owen Sound Attack (OHL)                |
| 18 | Austin Watson (AD)       | Stati Uniti | Nashville Predators                            | Peterborough Petes (OHL)               |
| 19 | Nick Bjugstad (C)        | Stati Uniti | Florida Panthers (da Los Angeles)              | Blaine High School (USHS - Minnesota)  |
| 20 | Beau Bennett (AD)        | Stati Uniti | Pittsburgh Penguins                            | Penticton Vees (BCHL)                  |
| 21 | Riley Sheahan (C)        | Canada      | Detroit Red Wings                              | Notre Dame Fighting Irish (CCHA)       |
| 22 | Jarred Tinordi (D)       | Stati Uniti | Montreal Canadiens (da Phoenix)                | USA Hockey NTDP (USHL)                 |
| 23 | Mark Pysyk (D)           | Canada      | Buffalo Sabres                                 | Edmonton Oil Kings (WHL)               |
| 24 | Kevin Hayes (AD)         | Stati Uniti | Chicago Blackhawks (da New Jersey via Atlanta) | Nobles School (USHS-Massachusetts)     |
| 25 | Quinton Howden (AS)      | Canada      | Florida Panthers (da Vancouver)                | Moose Jaw Warriors (WHL)               |
| 26 | Evgenij Kuznecov (C)     | Russia      | Washington Capitals                            | Traktor Čeljabinsk (KHL)               |
| 27 | Mark Visentin (G)        | Canada      | Phoenix Coyotes (da Montreal)                  | Niagara IceDogs (OHL)                  |
| 28 | Charlie Coyle (C/AD)     | Stati Uniti | San Jose Sharks                                | South Shore Kings (EJHL)               |
| 29 | Emerson Etem (AD)        | Stati Uniti | Anaheim Ducks (da Philadelphia)                | Medicine Hat Tigers (WHL)              |
| 30 | Brock Nelson (C)         | Stati Uniti | New York Islanders (da Chicago)                | Warroad High School (USHS - Minnesota) |

### Secondo giro
| #  | Giocatore                | Nazionalità | Squadra NHL                                                | Squadra di provenienza                   |
| -- | ------------------------ | ----------- | ---------------------------------------------------------- | ---------------------------------------- |
| 31 | Tyler Pitlick (C)        | Stati Uniti | Edmonton Oilers                                            | Minnesota Gophers (WCHA)                 |
| 32 | Jared Knight (C)         | Stati Uniti | Boston Bruins (da Toronto via Montreal, Chicago e Toronto) | London Knights (OHL)                     |
| 33 | John McFarland (C)       | Canada      | Florida Panthers                                           | Sudbury Wolves (OHL)                     |
| 34 | Dalton Smith (AS)        | Canada      | Columbus Blue Jackets                                      | Ottawa 67's (OHL)                        |
| 35 | Ludvig Rensfeldt (C)     | Svezia      | Chicago Blackhawks (da NY Islanders)                       | Brynäs (J20 SuperElit)                   |
| 36 | Alexander Petrovic (D)   | Canada      | Florida Panthers (da Tampa Bay via Boston)                 | Red Deer Rebels (WHL)                    |
| 37 | Justin Faulk (D)         | Stati Uniti | Carolina Hurricanes                                        | USA Hockey NTDP (USHL)                   |
| 38 | Jon Merrill (D)          | Stati Uniti | New Jersey Devils (da Atlanta)                             | USA Hockey NTDP (USHL)                   |
| 39 | Brett Bulmer (AD)        | Canada      | Minnesota Wild                                             | Kelowna Rockets (WHL)                    |
| 40 | Christian Thomas (AD)    | Canada      | New York Rangers                                           | Oshawa Generals (OHL)                    |
| 41 | Patrik Nemeth (D)        | Svezia      | Dallas Stars                                               | AIK (J20 SuperElit)                      |
| 42 | Devante Smith-Pelly (AD) | Canada      | Anaheim Ducks                                              | St. Michael's Majors (OHL)               |
| 43 | Bradley Ross (AS)        | Canada      | Toronto Maple Leafs (da Calgary via Chicago)               | Portland Winterhawks (WHL)               |
| 44 | Sebastian Wannstrom (C)  | Svezia      | St. Louis Blues                                            | Brynäs (J20 SuperElit)                   |
| 45 | Ryan Spooner (C)         | Canada      | Boston Bruins                                              | Peterborough Petes (OHL)                 |
| 46 | Martin Marinčin (D)      | Slovacchia  | Edmonton Oilers (da Ottawa via Carolina)                   | Košice (Extraliga)                       |
| 47 | Tyler Toffoli (AD)       | Canada      | Los Angeles Kings (da Colorado)                            | Ottawa 67's (OHL)                        |
| 48 | Curtis Hamilton (AS)     | Canada      | Edmonton Oilers (da Nashville)                             | Saskatoon Blades (WHL)                   |
| 49 | Calvin Pickard (P)       | Canada      | Colorado Avalanche (da Los Angeles)                        | Seattle Thunderbirds (WHL)               |
| 50 | Connor Brickley (C)      | Stati Uniti | Florida Panthers (da Pittsburgh)                           | Des Moines Buccaneers (USHL)             |
| 51 | Calle Järnkrok (C)       | Svezia      | Detroit Red Wings                                          | Brynäs (Elitserien)                      |
| 52 | Philip Lane (AD)         | Stati Uniti | Phoenix Coyotes                                            | Brampton Battalion (OHL)                 |
| 53 | Mark Alt (D)             | Stati Uniti | Carolina Hurricanes (da Buffalo via San Jose)              | Cretin-Derham Hall HS (USHS - Minnesota) |
| 54 | Justin Holl (D)          | Stati Uniti | Chicago Blackhawks (da New Jersey via Atlanta)             | Omaha Lancers (USHL)                     |
| 55 | Petr Straka (A)          | Rep. Ceca   | Columbus Blue Jackets (da Vancouver via Buffalo)           | Rimouski Océanic (QMJHL)                 |
| 56 | Johan Larsson (C)        | Svezia      | Minnesota Wild (da Washington)                             | Brynäs (J20 SuperElit)                   |
| 57 | Oscar Lindberg (C)       | Svezia      | Phoenix Coyotes (da Montreal)                              | Skellefteå AIK (Elitserien)              |
| 58 | Kent Simpson (P)         | Canada      | Chicago Blackhawks (da San Jose via Ottawa e NY Islanders) | Everett Silvertips (WHL)                 |
| 59 | Jason Zucker (AD)        | Stati Uniti | Minnesota Wild (da Philadelphia via Los Angeles e Florida) | USA Hockey NTDP (USHL)                   |
| 60 | Stephen Johns (D)        | Stati Uniti | Chicago Blackhawks                                         | USA Hockey NTDP (USHL)                   |

### Terzo giro
| #  | Giocatore                 | Nazionalità | Squadra NHL                                      | Squadra di provenienza                    |
| -- | ------------------------- | ----------- | ------------------------------------------------ | ----------------------------------------- |
| 61 | Ryan Martindale (C)       | Stati Uniti | Edmonton Oilers                                  | Ottawa 67's (OHL)                         |
| 62 | Greg McKegg (C)           | Svezia      | Toronto Maple Leafs                              | Erie Otters (OHL)                         |
| 63 | Brock Beukeboom (D)       | Stati Uniti | Tampa Bay Lightning (da Florida via Los Angeles) | S.S. Marie Greyhounds (OHL)               |
| 64 | Maxwell Reinhart (C)      | Canada      | Calgary Flames (da Columbus)                     | Kootenay Ice (WHL)                        |
| 65 | Kirill Kabanov (AS)       | Russia      | New York Islanders                               | Moncton Wildcats (QMJHL)                  |
| 66 | Radko Gudas (D)           | Rep. Ceca   | Tampa Bay Lightning                              | Everett Silvertips (WHL)                  |
| 67 | Danny Biega (D)           | Canada      | Carolina Hurricanes                              | Harvard Crimson (ECAC Hockey)             |
| 68 | Jerome Gauthier-Leduc (D) | Canada      | Buffalo Sabres (da Atlanta)                      | R-N Huskies (QMJHL)                       |
| 69 | Joe Basaraba (AD)         | Canada      | Florida Panthers (da Minnesota)                  | Shattuck-St. Mary's (USHS - Minnesota)    |
| 70 | Jordan Weal (C)           | Canada      | Los Angeles Kings (da NY Rangers)                | Regina Pats (WHL)                         |
| 71 | Michael Bournival (AS)    | Canada      | Colorado Avalanche (da Dallas)                   | Shawinigan Cataractes (QMJHL)             |
| 72 | Adam Janosik (D)          | Slovacchia  | Tampa Bay Lightning (da Anaheim)                 | Gatineau Olympiques (QMJHL)               |
| 73 | Joey Leach (D)            | Canada      | Calgary Flames                                   | Kootenay Ice (WHL)                        |
| 74 | Max Gardiner (C)          | Stati Uniti | St. Louis Blues                                  | Minnetonka High School (USHS - Minnesota) |
| 75 | Kevin Sundher (C)         | Canada      | Buffalo Sabres (da Boston)                       | Chilliwack Bruins (WHL)                   |
| 76 | Jakub Culek (AS)          | Rep. Ceca   | Ottawa Senators                                  | Rimouski Océanic (QMJHL)                  |
| 77 | Alexander Guptill (AS)    | Canada      | Dallas Stars (da Colorado)                       | Orangeville Crushers (CCHL)               |
| 78 | Taylor Aronson (D)        | Stati Uniti | Nashville Predators                              | Portland Winterhawks (WHL)                |
| 79 | Sondre Olden (AD/AS)      | Norvegia    | Toronto Maple Leafs (da Los Angeles)             | MODO (J20 SuperElit)                      |
| 80 | Bryan Rust (AD)           | Stati Uniti | Pittsburgh Penguins                              | USA Hockey NTDP (USHL)                    |
| 81 | Louis-Marc Aubry (C)      | Canada      | Detroit Red Wings                                | Canadien Jr. de Montréal (QMJHL)          |
| 82 | Jason Clark (AS/C)        | Stati Uniti | New York Islanders (da Phoenix)                  | Shattuck-St. Mary's (USHS - Minnesota)    |
| 83 | Matt MacKenzie (D)        | Canada      | Buffalo Sabres                                   | Calgary Hitmen (WHL)                      |
| 84 | Scott Wedgewood (P)       | Canada      | New Jersey Devils                                | Plymouth Whalers (OHL)                    |
| 85 | Austin Levi (D)           | Stati Uniti | Carolina Hurricanes (da Vancouver)               | Plymouth Whalers (OHL)                    |
| 86 | Stanislav Galiev (AD)     | Russia      | Washington Capitals                              | Saint John Sea Dogs (QMJHL)               |
| 87 | Julian Melchiori (D)      | Canada      | Atlanta Thrashers (da Montreal)                  | Newmarket Hurricanes (CCHL)               |
| 88 | Max Gaede (AD)            | Stati Uniti | San Jose Sharks                                  | Woodbury High School (USHS - Minnesota)   |
| 89 | Michael Chaput (C)        | Canada      | Philadelphia Flyers                              | Lewiston Maineiacs (QMJHL)                |
| 90 | Joakim Nordström (C)      | Svezia      | Chicago Blackhawks                               | AIK (J20 SuperElit)                       |

### Quarto giro
| #   | Giocatore                     | Nazionalità | Squadra NHL                                  | Squadra di provenienza                 |
| --- | ----------------------------- | ----------- | -------------------------------------------- | -------------------------------------- |
| 91  | Jeremie Blain (D)             | Canada      | Edmonton Oilers                              | Acadie-Bathurst Titan (QMJHL)          |
| 92  | Sam Brittain (P)              | Canada      | Florida Panthers (da Toronto)                | Canmore Eagles (AJHL)                  |
| 93  | Benjamin Gallacher (D)        | Canada      | Florida Panthers                             | Camrose Kodiaks (AJHL)                 |
| 94  | Brandon Archibald (D)         | Stati Uniti | Columbus Blue Jackets                        | S.S. Marie Greyhounds (OHL)            |
| 95  | Stephen Silas (D)             | Canada      | Colorado Avalanche (da NY Islanders)         | Belleville Bulls (OHL)                 |
| 96  | Geoffrey Schemitsch (D)       | Canada      | Tampa Bay Lightning                          | Owen Sound Attack (OHL)                |
| 97  | Craig Cunningham (AS)         | Canada      | Boston Bruins (da Carolina)                  | Vancouver Giants (WHL)                 |
| 98  | Steven Shipley (C)            | Canada      | Buffalo Sabres (da Atlanta)                  | Owen Sound Attack (OHL)                |
| 99  | Joonas Donskoi (AD)           | Finlandia   | Florida Panthers (da Minnesota)              | Oulun Kärpät (SM-liiga)                |
| 100 | Andrew Yogan (C/AS)           | Stati Uniti | New York Rangers                             | Erie Otters (OHL)                      |
| 101 | Ivan Telegin (AS)             | Russia      | Atlanta Thrashers (da Dallas)                | Saginaw Spirit (OHL)                   |
| 102 | Mathieu Corbeil-Theriault (P) | Canada      | Columbus Blue Jackets (da Anaheim)           | Halifax Mooseheads (QMJHL)             |
| 103 | John Ramage (D)               | Stati Uniti | Calgary Flames                               | Wisconsin Badgers (WCHA)               |
| 104 | Jani Hakanpaa (D)             | Finlandia   | St. Louis Blues                              | Kiekko-Vantaa (Jr. B SM-sarja)         |
| 105 | Justin Shugg (AS)             | Canada      | Carolina Hurricanes (da Boston via Anaheim)  | Windsor Spitfires (OHL)                |
| 106 | Marcus Sörensen (AD)          | Svezia      | Ottawa Senators                              | Södertälje SK (J20 SuperElit)          |
| 107 | Sami Aittokallio (P)          | Finlandia   | Colorado Avalanche                           | Ilves (SM-liiga)                       |
| 108 | Bill Arnold (C)               | Stati Uniti | Calgary Flames (da Nashville)                | USA Hockey NTDP (USHL)                 |
| 109 | Alex Theriau (D)              | Canada      | Dallas Stars (da Los Angeles via Colorado)   | Everett Silvertips (WHL)               |
| 110 | Tom Kuhnhackl (AD)            | Germania    | Pittsburgh Penguins                          | EV Landshut (2. Bundesliga)            |
| 111 | Teemu Pulkkinen (AS)          | Finlandia   | Detroit Red Wings                            | Jokerit (SM-liiga)                     |
| 112 | Philipp Grubauer (P)          | Germania    | Washington Capitals (da Phoenix via Toronto) | Windsor Spitfires (OHL)                |
| 113 | Mark Macmillan (A)            | Canada      | Montreal Canadiens (da Buffalo via Phoenix)  | Alberni Valley Bulldogs (BCHL)         |
| 114 | Joe Faust (D)                 | Stati Uniti | New Jersey Devils                            | Bloomington Jefferson (USHS-Minnesota) |
| 115 | Patrick McNally (D)           | Stati Uniti | Vancouver Canucks                            | Milton Academy (USHS - Massachusetts)  |
| 116 | Petter Granberg (D)           | Svezia      | Toronto Maple Leafs (da Washington)          | Skellefteå AIK (J20 SuperElit)         |
| 117 | Morgan Ellis (D)              | Canada      | Montreal Canadiens                           | CB Screaming Eagles (QMJHL)            |
| 118 | James Mullin (C/AD)           | Stati Uniti | Tampa Bay Lightning (da San Jose)            | Shattuck-St. Mary's (USHS - Minnesota) |
| 119 | Tye McGinn (AS)               | Canada      | Philadelphia Flyers                          | Gatineau Olympiques (QMJHL)            |
| 120 | Rob Flick (C)                 | Canada      | Chicago Blackhawks                           | St. Michael's Majors (OHL)             |

### Quinto giro
| #   | Giocatore                      | Nazionalità | Squadra NHL                                      | Squadra di provenienza                        |
| --- | ------------------------------ | ----------- | ------------------------------------------------ | --------------------------------------------- |
| 121 | Tyler Bunz (P)                 | Canada      | Edmonton Oilers                                  | Medicine Hat Tigers (WHL)                     |
| 122 | Christopher Wagner (AD)        | Stati Uniti | Anaheim Ducks (da Toronto)                       | South Shore Kings (EJHL)                      |
| 123 | Zach Hyman (C)                 | Canada      | Florida Panthers                                 | Hamilton Red Wings (CCHL)                     |
| 124 | Austin Madaisky (D)            | Canada      | Columbus Blue Jackets                            | Kamloops Blazers (WHL)                        |
| 125 | Tony DeHart (D)                | Stati Uniti | New York Islanders                               | Oshawa Generals (OHL)                         |
| 126 | Patrick Cehlin (AD)            | Svezia      | Nashville Predators (da Tampa Bay)               | Djurgården (Elitserien)                       |
| 127 | Cody Ferriero (C)              | Stati Uniti | San Jose Sharks (da Carolina)                    | The Governor's Academy (USHS - Massachusetts) |
| 128 | Fredrik Pettersson-Wentzel (P) | Svezia      | Atlanta Thrashers                                | Almtuna (Hockeyallsvenskan)                   |
| 129 | Freddie Hamilton (C)           | Canada      | San Jose Sharks (da Minnesota)                   | Niagara IceDogs (OHL)                         |
| 130 | Jason Wilson (AD)              | Canada      | New York Rangers                                 | Owen Sound Attack (OHL)                       |
| 131 | John Klingberg (D)             | Svezia      | Dallas Stars                                     | Frölunda (J20 SuperElit)                      |
| 132 | Tim Heed (D)                   | Svezia      | Anaheim Ducks                                    | Södertälje SK (Elitserien)                    |
| 133 | Mike Ferland (AS)              | Canada      | Calgary Flames                                   | Brandon Wheat Kings (WHL)                     |
| 134 | Cody Beach (AD)                | Canada      | St. Louis Blues                                  | Calgary Hitmen (WHL)                          |
| 135 | Justin Florek (AS)             | Stati Uniti | Boston Bruins                                    | Northern Michigan Wildcats (CCHA)             |
| 136 | Isaac Macleod (D)              | Canada      | San Jose Sharks (da Ottawa)                      | Penticton Vees (BCHL)                         |
| 137 | Troy Rutkowski (D)             | Canada      | Colorado Avalanche                               | Portland Winterhawks (WHL)                    |
| 138 | Louis Domingue (P)             | Canada      | Phoenix Coyotes (da Nashville via Carolina)      | Québec Remparts (QMJHL)                       |
| 139 | Luke Walker (AD)               | Stati Uniti | Colorado Avalanche (da Los Angeles via Colorado) | Portland Winterhawks (WHL)                    |
| 140 | Kenneth Agostino (AS)          | Stati Uniti | Pittsburgh Penguins                              | Delbarton School (USHS - New Jersey)          |
| 141 | Petr Mrázek (P)                | Rep. Ceca   | Detroit Red Wings                                | Ottawa 67's (OHL)                             |
| 142 | Caleb Herbert (C)              | Stati Uniti | Washington Capitals (da Phoenix)                 | Bloomington Jefferson (USHS-Minnesota)        |
| 143 | Gregg Sutch (AD)               | Canada      | Buffalo Sabres                                   | St. Michael's Majors (OHL)                    |
| 144 | Sam Carrick (AD)               | Canada      | Toronto Maple Leafs (da New Jersey)              | Brampton Battalion (OHL)                      |
| 145 | Adam Polasek (D)               | Rep. Ceca   | Vancouver Canucks                                | P.E.I. Rocket (QMJHL)                         |
| 146 | Daniel Brodin (AS/AD)          | Svezia      | Toronto Maple Leafs (da Washington)              | Djurgården (Elitserien)                       |
| 147 | Brendan Gallagher (AD)         | Canada      | Montreal Canadiens                               | Vancouver Giants (WHL)                        |
| 148 | Kevin Gravel (D)               | Stati Uniti | Los Angeles Kings (da San Jose)                  | Sioux City Musketeers (USHL)                  |
| 149 | Michael Parks (A)              | Stati Uniti | Philadelphia Flyers                              | Cedar Rapids RoughRiders (USHL)               |
| 150 | Yasin Cisse (AD)               | Canada      | Atlanta Thrashers (da Chicago)                   | Des Moines Buccaneers (USHL)                  |

### Sesto giro
| #   | Giocatore               | Nazionalità | Squadra NHL                                        | Squadra di provenienza                       |
| --- | ----------------------- | ----------- | -------------------------------------------------- | -------------------------------------------- |
| 151 | Mirko Hofflin (C)       | Germania    | Chicago Blackhawks (da Edmonton)                   | Adler Mannheim (DEL)                         |
| 152 | Joe Rogalski (D)        | Stati Uniti | Pittsburgh Penguins (da Toronto)                   | Sarnia Sting (OHL)                           |
| 153 | Corey Durocher (C)      | Canada      | Florida Panthers                                   | Kingston Frontenacs (OHL)                    |
| 154 | Dalton Prout (D)        | Canada      | Columbus Blue Jackets                              | Barrie Colts (OHL)                           |
| 155 | Kendall McFaull (D)     | Canada      | Atlanta Thrashers (da NY Islanders)                | Moose Jaw Warriors (WHL)                     |
| 156 | Brendan O'Donnell (C)   | Canada      | Tampa Bay Lightning                                | Winnipeg Blues (MJHL)                        |
| 157 | Jesper Fasth (AD)       | Svezia      | New York Rangers (da Carolina)                     | HV71 (J20 SuperElit)                         |
| 158 | Maksim Kicyn (AS)       | Russia      | Los Angeles Kings (da Atlanta)                     | Metallurg Novok. (KHL)                       |
| 159 | Johan Gustafsson (G)    | Svezia      | Minnesota Wild                                     | Färjestad (Elitserien)                       |
| 160 | Tanner Lane (C)         | Stati Uniti | Atlanta Thrashers (da NY Rangers via NY Islanders) | Detroit Lakes High School (USHS - Minnesota) |
| 161 | Andreas Dahlström (C)   | Svezia      | Anaheim Ducks (da Dallas)                          | AIK (J20 SuperElit)                          |
| 162 | Brandon Davidson (D)    | Canada      | Edmonton Oilers (da Anaheim)                       | Regina Pats (WHL)                            |
| 163 | Konrad Abeltshauser (D) | Germania    | San Jose Sharks (da Calgary)                       | Halifax Mooseheads (QMJHL)                   |
| 164 | Stephen MacAulay (AS)   | Canada      | St. Louis Blues                                    | Saint John Sea Dogs (QMJHL)                  |
| 165 | Zane Gothberg (P)       | Stati Uniti | Boston Bruins                                      | Lincoln Stars (USHS - Minnesota)             |
| 166 | Drew Czerwonka (AS)     | Canada      | Edmonton Oilers (da Ottawa)                        | Kootenay Ice (WHL)                           |
| 167 | Tyler Stahl (D)         | Canada      | Carolina Hurricanes (da Colorado)                  | Chilliwack Bruins (WHL)                      |
| 168 | Anthony Bitetto (D)     | Stati Uniti | Nashville Predators                                | Indiana Ice (USHL)                           |
| 169 | Sebastian Owuya (D)     | Svezia      | Atlanta Thrashers (da Los Angeles)                 | Timrå (J20 SuperElit)                        |
| 170 | Reid McNeill (D)        | Canada      | Pittsburgh Penguins                                | London Knights (OHL)                         |
| 171 | Brooks Macek (C)        | Canada      | Detroit Red Wings                                  | Tri-City Americans (WHL)                     |
| 172 | Alex Friesen (C)        | Canada      | Vancouver Canucks (da Phoenix)                     | Niagara IceDogs (OHL)                        |
| 173 | Cedrick Henley (AS)     | Canada      | Buffalo Sabres                                     | Val-d'Or Foreurs (QMJHL)                     |
| 174 | Maxime Clermont (P)     | Canada      | New Jersey Devils                                  | Gatineau Olympiques (QMJHL)                  |
| 175 | Jonathan Iilahti (P)    | Finlandia   | Vancouver Canucks                                  | Espoo Blues (Jr. A SM-liiga)                 |
| 176 | Samuel Carrier (AD)     | Canada      | Washington Capitals                                | Lewiston Maineiacs (QMJHL)                   |
| 177 | Kevin Lind (D)          | Stati Uniti | Anaheim Ducks (da Montreal via Pittsburgh)         | Chicago Steel (USHL)                         |
| 178 | Mark Stone (AD)         | Canada      | Ottawa Senators (da San Jose)                      | Brandon Wheat Kings (WHL)                    |
| 179 | Nicholas Luukko (D)     | Stati Uniti | Philadelphia Flyers                                | The Gunnery (USHS - Connecticut)             |
| 180 | Nick Mattson (D)        | Stati Uniti | Chicago Blackhawks                                 | Indiana Ice (USHL)                           |

### Settimo giro
| #   | Giocatore               | Nazionalità | Squadra NHL                                      | Squadra di provenienza                          |
| --- | ----------------------- | ----------- | ------------------------------------------------ | ----------------------------------------------- |
| 181 | Kristiāns Pelšs (A)     | Lettonia    | Edmonton Oilers                                  | Dinamo Riga Jr. (Extraliga)                     |
| 182 | Josh Nicholls (AD)      | Canada      | Toronto Maple Leafs                              | Saskatoon Blades (WHL)                          |
| 183 | Ronald Boyd (D)         | Stati Uniti | Florida Panthers                                 | Cushing Academy (USHS - Massachusetts)          |
| 184 | Martin Ouellette (P)    | Canada      | Columbus Blue Jackets                            | Kimball Union Academy (USHS - New Hampshire)    |
| 185 | Cody Rosen (P)          | Canada      | New York Islanders                               | Clarkson Golden Knights (ECAC Hockey)           |
| 186 | Teigan Zahn (D)         | Canada      | Tampa Bay Lightning                              | Saskatoon Blades (WHL)                          |
| 187 | Frederik Andersen (P)   | Danimarca   | Carolina Hurricanes                              | Frederikshavn White Hawks (AL-Bank Ligaen)      |
| 188 | Lee Moffie (D)          | Stati Uniti | San Jose Sharks (da Atlanta)                     | Michigan Wolverines (CCHA)                      |
| 189 | Dylan McKinlay (AD)     | Canada      | Minnesota Wild                                   | Chilliwack Bruins (WHL)                         |
| 190 | Randy McNaught (A)      | Stati Uniti | New York Rangers                                 | Saskatoon Blades (WHL)                          |
| 191 | Macmillian Carruth (P)  | Stati Uniti | Chicago Blackhawks (da Dallas)                   | Portland Winterhawks (WHL)                      |
| 192 | Brett Perlini (AD)      | Canada      | Anaheim Ducks                                    | Michigan St. Spartans (CCHA)                    |
| 193 | Patrick Holland (AD)    | Canada      | Calgary Flames                                   | Tri-City Americans (WHL)                        |
| 194 | David Elsner (A)        | Germania    | Nashville Predators (da St. Louis)               | EV Landshut (2. Bundesliga)                     |
| 195 | Maksim Čudinov (D)      | Russia      | Boston Bruins                                    | Severstal’ (KHL)                                |
| 196 | Bryce Aneloski (D)      | Stati Uniti | Ottawa Senators                                  | Cedar Rapids RoughRiders (USHL)                 |
| 197 | Luke Moffatt (C)        | Stati Uniti | Colorado Avalanche                               | USA Hockey NTDP (USHL)                          |
| 198 | Joonas Rask (C)         | Finlandia   | Nashville Predators                              | Ilves (SM-liiga)                                |
| 199 | Peter Stoykewych (D)    | Canada      | Atlanta Thrashers (da Los Angeles)               | Winnipeg Blues (MJHL)                           |
| 200 | Chris Crane (AD)        | Stati Uniti | San Jose Sharks (da Pittsburgh)                  | Green Bay Gamblers (USHL)                       |
| 201 | Benjamin Marshall (D)   | Stati Uniti | Detroit Red Wings                                | Mahtomedi Senior High School (USHS - Minnesota) |
| 202 | Kellen Jones (A)        | Canada      | Edmonton Oilers (da Phoenix via Toronto)         | Vernon Vipers (BCHL)                            |
| 203 | Christian Isackson (AD) | Stati Uniti | Buffalo Sabres                                   | Saint Thomas Academy (USHS - Minnesota)         |
| 204 | Mauro Jörg (AS)         | Svizzera    | New Jersey Devils                                | Lugano (LNA)                                    |
| 205 | Sawyer Hannay (D)       | Canada      | Vancouver Canucks                                | Halifax Mooseheads (QMJHL)                      |
| 206 | Ricard Blidstrand (D)   | Svezia      | Philadelphia Flyers (da Carolina via Washington) | AIK (J20 SuperElit)                             |
| 207 | John Westin (AS)        | Svezia      | Montreal Canadiens                               | MODO (J20 SuperElit)                            |
| 208 | Riley Boychuk (AS)      | Canada      | Buffalo Sabres (da San Jose)                     | Portland Winterhawks (WHL)                      |
| 209 | Brendan Ranford (AS)    | Canada      | Philadelphia Flyers                              | Kamloops Blazers (WHL)                          |
| 210 | Zach Trotman (D)        | Stati Uniti | Boston Bruins (da Chicago)                       | Lake Superior S. Lakers (CCHA)                  |

## Selezioni classificate per nazionalità
| Pos. | Paese        | Selezioni | Percentuale |
|      | Nord America | 158       | 75,2%       |
| ---- | ------------ | --------- | ----------- |
| 1    | Canada       | 99        | 47,1%       |
| 2    | Stati Uniti  | 59        | 28,1%       |
|      | Europa       | 53        | 25,2%       |
| 3    | Svezia       | 20        | 9,5%        |
| 4    | Russia       | 8         | 3,8%        |
| 5    | Finlandia    | 7         | 3,3%        |
| 6    | Rep. Ceca    | 5         | 2,4%        |
| 6    | Germania     | 5         | 2,4%        |
| 8    | Slovacchia   | 2         | 1,0%        |
| 8    | Svizzera     | 2         | 1,0%        |
| 9    | Danimarca    | 1         | 0,5%        |
| 9    | Lettonia     | 1         | 0,5%        |
| 9    | Norvegia     | 1         | 0,5%        |